# Aromalampe

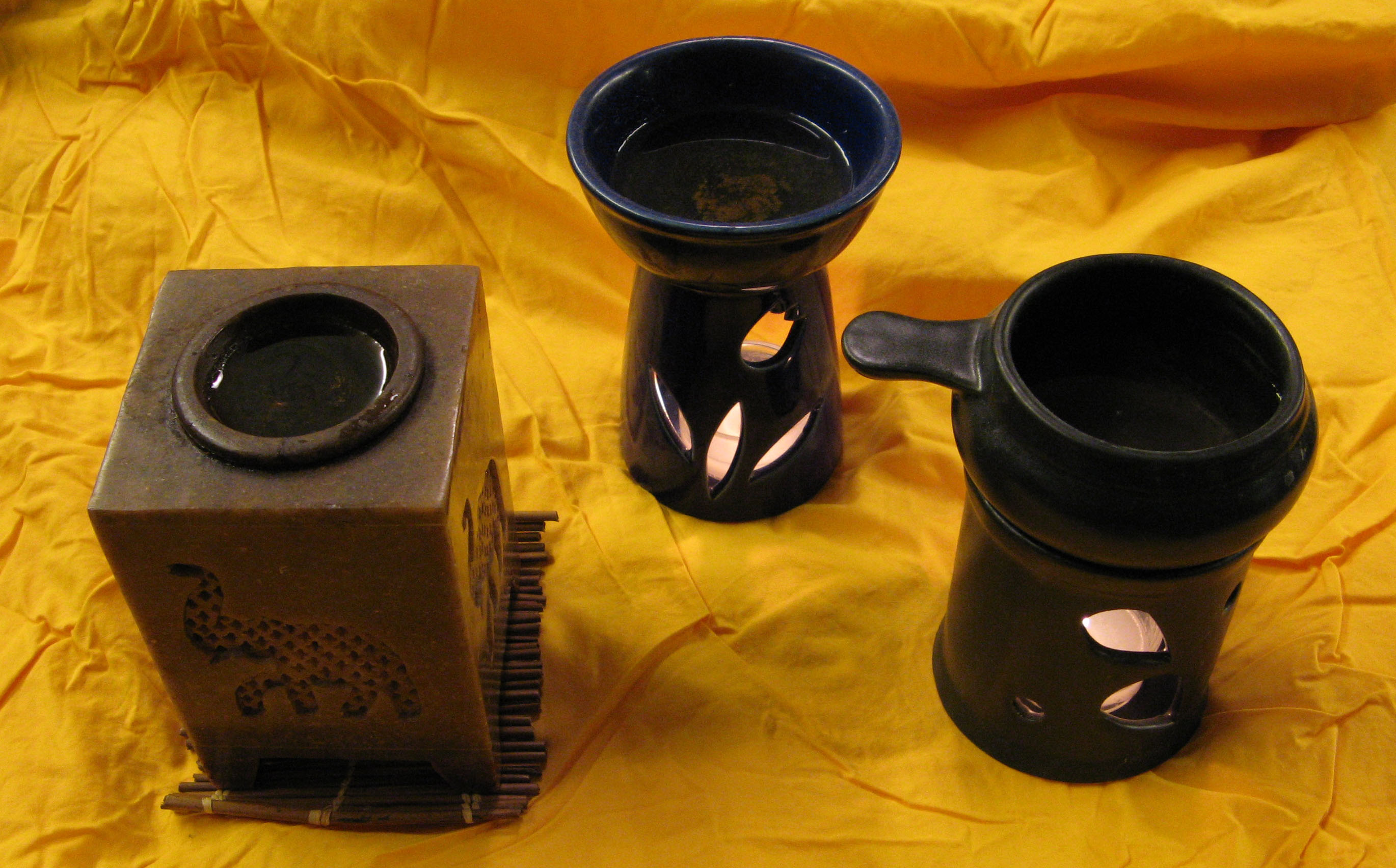
Diverse Duftlampen

Die Aromalampe oder Duftlampe ist eine Einrichtung, die es gestattet, ätherisches Öl verschiedener Art und Geruchs, meist in Wasser getropft, durch eine Wärmequelle zu verdampfen.
Als Wärmequelle können Kerzen, Teelichte und elektrische Einrichtungen (z. B. in Form einer Glühlampe) eingesetzt sein. Bei Duftlampen, die elektrisch betrieben werden, wird das ätherische Öl auf Streifen aus Gaze aufgebracht und durch einen Ventilator bei Raumtemperatur verdunstet. Diese eignen sich für den therapeutischen Bereich in der Aromatherapie und auch für Kinderzimmer.
Oft sind Aromalampen in Form eines Stövchens gestaltet: Ein Gestell aus Keramik, Glas, Metall etc. trägt oder beinhaltet eine kleine Schale, die oberhalb der Wärmequelle angeordnet ist. Aromalampen gibt es in unterschiedlichsten Ausführungen, je nach Stil der Wohnungseinrichtung und nach persönlichem Geschmack und Vorliebe für Form und Material.
Aromalampen dienen der Veränderung des Raumklimas und werden zur Beeinflussung der Stimmungslage von Mensch und Tier in der Aromatherapie, im Bereich der Esoterik und Wellness eingesetzt.